# Asseggiano
Asseggiano è una località del comune di Venezia.
Si trova in terraferma, a ponente della Gazzera e a nord di Chirignago, presso il confine con Spinea e Martellago.

## Storia
Secondo alcuni storici, in prossimità delle barchesse Corner (se non in luogo delle stesse), sorgeva un tempo un insediamento benedettino o un ospizio legato al monastero di San Giorgio Maggiore che, in effetti, ebbe numerose proprietà nella zona sin dal medioevo.
Per il resto, Asseggiano fu legata a Chirignago e alla sua parrocchia. Ai primi dell'Ottocento, con l'istituzione degli odierni comuni, divenne frazione del comune di Chirignago e tale rimase sino al 1926, quando l'ente venne soppresso e annesso a Venezia.
Nel 2019 è stata inaugurata una ciclabile di 2,4 km che collega Asseggiano con la Strada Miranese. La ciclabile è stata costruita sul luogo dove sorgeva un tratto della ferrovia Valsugana (Venezia - Trento), di cui Asseggiano era sede di una piccola stazione (Stazione di Venezia Asseggiano).

## Monumenti e luoghi d'interesse

### Casa "Rampa"
Situata all'interno del conurbamento, la casa è cosi denominata perché dimora del famoso Marco Rampado detto "Rampa", moderno patriota che lotta duramente per rendere indipendente e rinominata la località di Asseggiano, in barba ad ogni convenzione geografica nella quale non si riconosce. Facile girare per Asseggiano e sentire risuonare "Ciao Rampa, come stai?" In un mix di entusiasmo e solerte rispetto verso il carisma del giovane patrocinatore dell'indipendenza asseggianese.

### Villa Draghi
Si trova lungo via Asseggiano a est del centro abitato. È costituita dal palazzo padronale e da vari annessi quali una barchessa, ad ovest, e un oratorio, ad est, il tutto immerso in un ampio giardino con numerose statue.
Come ipotizzato da Elena Bassi, fu costruita nella seconda metà del Seicento, mentre gli affreschi delle sale interne dovrebbero risalire alla seconda metà del Settecento. Committenti furono probabilmente i Prezzato, che nel catastico di Tommaso Scalfarotto del 1781 risultano proprietari del complesso e dei terreni circostanti. Nel corso dell'Ottocento fu dei Dal Vesco e poi dei Draghi (dai quali deriva la denominazione più comune), per passare nel secolo successivo ai Piva, ai Boato e infine ai Bortoletto, suoi attuali proprietari.
La casa padronale ha pianta quadrata e si sviluppa su tre livelli, mentre gli interni sono organizzati secondo la consueta tripartizione veneziana, con un salone centrale e camere laterali. Il fronte principale è pure tripartito e simmetrico, con ali laterali più basse e la parte centrale esaltata da una sopraelevazione coronata da un timpano triangolare. Le aperture, disposte lungo assi regolari, seguono il ritmo 2-3-2 e definiscono una tripartizione anche a livello orizzontale, evidenziato anche da delle sottili cornici marcapiano che sottolineano la quota del solaio e il davanzale, nonché, a livello delle ali, dai timpani in cotto aggettanti sopra le finestre (curvilinei al piano terra e triangolari al piano nobile), e infine, a conclusione dell'intero edificio, dalla cornice anch'essa in cotto. Le aperture, con profilo in pietra, sono tutte quadrate o rettangolari, tranne quelle del piano nobile che sono coronate da un arco a tutto sesto poggiante su mensole in aggetto e mascherone scolpito in chiave di volta.
Il partito centrale del fronte si basa su un asse lungo il quale si apre una serie di aperture; ai lati di ciascuna, per ognuno dei tre livelli, se ne trovano altre due più piccole. Il portale del pianterreno e le finestre rettangolari che lo affiancano sono inquadrati da quattro paraste rustiche doriche rastremate; il portale è chiuso ad arco con un grande mascherone in chiave di volta. Sopra le paraste si trovano mensole in forte aggetto, sulle quali poggia una balconata balaustrata su cui si aprono le tre porte finestre centrali del piano nobile. La serie di aperture è conclusa da una fascia modanata in cotto con una sequenza di aggetti e ornata al centro da un disegno a timpano triangolare spezzato presso il vertice superiore. Il registro superiore del partito centrale è definito da un pronao a paraste ioniche lisce che inquadrano al centro un'alta monofora ad arco e due finestre architravate ai lati. Notevole il gioco di colori restituito dagli elementi in cotto.
La facciata settentrionale si caratterizza per due grandi camini sporgenti, disposti simmetricamente in corrispondenza dei partiti laterali.
La barchessa, a ovest del palazzo, presenta un porticato ad archi con paraste di ordine dorico. La trabeazione degli stessi presenta un fregio a triglifi cui si alternano riquadri intonacati e una cornice dentellata.

### Villa Friedenberg
Si trova poco oltre la precedente, di fronte all'incrocio di via Asseggiano con via Risorgimento. È composta dalla casa padronale, ottocentesca, e da due corpi laterali, quello a sinistra in linea (tardo Seicento), l'altro perpendicolare (metà Ottocento). Probabilmente il complesso fu costruito su delle preesistenze della famiglia Prezzato, cosa confermata dalle mappe del catastico di Tommaso Scalfarotto, risalenti al 1781. Fu poi del generale ungherese Samuel Gyulaj e quindi ceduta alla famiglia Friedenberg, anch'essa ungherese e di stirpe ebraica; in questo periodo fu nota anche come villa Emma, dal nome di Emma Ravà, moglie del comm. Vittorio Friedenberg, che fu peraltro sindaco di Chirignago a inizio Novecento. Oggi ancora privata, è pressoché abbandonata e versa in grave stato di degrado, benché se ne stia progettando il recupero.
La casa padronale è un volume compatto a tre piani e pianta rettangolare, con la facciata principale rivolta a sud e l'altra affacciata a un grande parco. Il fronte principale è tripartito, con la parte centrale più alta. Le aperture di quest'ultima sono disposte verticalmente su tre assi: su quello centrale ve ne sono cinque, mentre su quelli laterali, distanziati, se ne trova una sola. Delle cinque aperture centrali del piano nobile, le tre di mezzo - due finestre e una porta finestra più alta - si affacciano su un balconcino con parapetto in ferro battuto. Tutte le aperture del partito centrale sono architravate ed esaltate superiormente da una cornice modanata in aggetto. La facciata è conclusa da una cornice a dentelli su cui poggia una ringhiera lapidea a balaustri.
Dei due annessi, la barchessa perpendicolare mostra una maggiore integrità. Degno di nota, sul suo lato sud adiacente alla strada, un portale molto manomesso costituito da un arco affiancato da paraste doriche con trabeazione completa e attico superiore.

### Barchesse di villa Corner
Localizzato in prossimità della chiesa parrocchiale, il complesso è costituito da due barchesse poste sui due lati di via Jacopone da Todi e da un oratorio affacciato su via Asseggiano. Un tempo comprendeva anche una villa posta tra le due barchesse, appartenente, sin dalla seconda metà del Seicento, alla famiglia Corner del ramo di San Giovanni Grisostomo; tra i suoi proprietari, figura anche lo storico Flaminio Corner.
Come testimoniano i documenti d'archivio, tra il 1693 e il 1698 villa Corner era ultimata ed abitata, mentre nell'oratorio si officiava. All'inizi dell'Ottocento le proprietà dei Corner (comprendenti anche terreni, case coloniche e casoni) viene in parte ceduta ad altri. Secondo il catasto napoleonico la villa era ancora esistente nel 1810, ma documenti del 1876, relativi alle modificazioni degli edifici avvenute in quello stesso anno, accennano a un'«area di casa demolita».
Gli edifici sopravvissuti sino ai giorni nostri dovrebbero essere collocati al XVIII secolo. Recentemente restaurati, sono stati divisi in più unità abitative.
La barchessa est ha pianta a "L" e rivolge il fronte principale a sud e il lato contiguo a ovest, verso la strada; a nord e a est si affaccia su un giardino. La facciata sud è tripartita e presenta una parte centrale liscia affiancata da due portici ad arco simmetrici e ciechi, inquadrati da lesene doriche rastremate in cotto e marmorino e bugnate come tutto il profilo degli archi. Il registro inferiore si caratterizza per una serie di finestre rettangolari, tre nella fascia centrale e una per ogni portico cieco. Alle tre centrali corrispondono, al livello superiore, tre aperture rettangolari più piccole. Conclude l'insieme un cornicione, sempre in cotto e marmorino, su cui poggia la copertura. La facciata occidentale è interamente segnata da un portico a cinque campate cieche, con arcate di ordine rustico incorniciate da lesene bugnate analoghe a quelle del fronte sud. Guardando dal giardino, si nota un importante dislivello poiché il lato est dell'edificio è a tre piani. Questa facciata si caratterizza per un alto arcone finestrato, con all'interno un portale lapideo a foggia di arco trionfale, con il fornice inquadrato da semicolonne doriche sovrastato da una trabeazione con architrave e fregio liscio.
Gli elementi della barchessa ovest presentano la medesima organizzazione. Presenta un portico rustico aperto, con due campate sul lato est e tre sul lato ovest. Fa angolo con un edificio decorato sulla facciata da una meridiana. Il fronte sud mostra la stessa tripartizione della barchessa di levante, sebbene qui le arcate risultino aperte.
La facciata dell'oratorio, intitolato alla Vergine e a sant'Antonio da Padova, presenta paraste angolari di ordine dorico e, la centro, il portale architravato. Sopra si apre una finestra termale e il tutto è concluso da un frontone con cornice dentellata e acroteri con statue di santi.

### Chiesa parrocchiale
La parrocchia della Madonna del Suffragio è stata istituita nel 1958, ma solo nel 1961 fu ultimata la sua chiesa su progetto di Giorgio Zennaro.
È un edificio a pianta longitudinale e a navata unica, con due cappelle per lato e presbiterio poligonale. Caratteristico il campanile a pianta triangolare.